# Liste des musées de Montréal
Voici une liste des principaux musées situés sur le territoire de la ville de Montréal, au Québec. La plupart des musées mentionnées sont membres de la Société des musées de Montréal.

## Musées membres de la Société des musées de Montréal

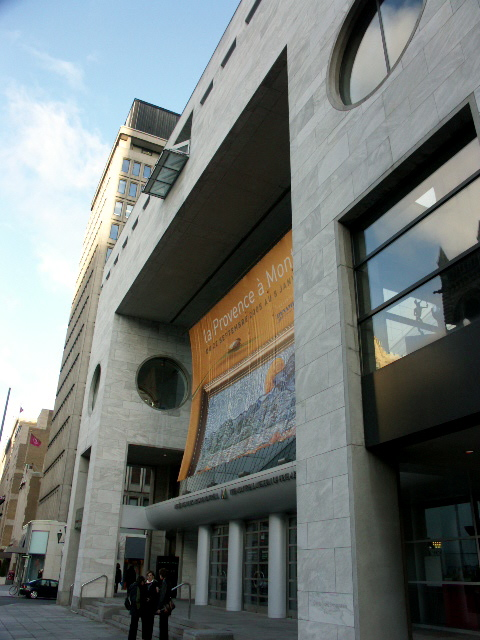
Musée des beaux-arts de Montréal

1. Bibliothèque et Archives nationales du Québec (Quartier latin de Montréal)
2. Centre canadien d'architecture
3. Centre des sciences de Montréal (Vieux-Port de Montréal)
4. Centre d'exposition Lethbridge (Côte-Vertu)
5. Centre d'exposition de l'Université de Montréal
6. Centre d'exposition La Prison-des-Patriotes
7. MEM - Centre des mémoires montréalaises (Carré Saint-Laurent)
8. Centre Marius-Barbeau
9. Château Ramezay, musée et site historique (Vieux-Montréal)
10. Cinémathèque québécoise (Quartier latin de Montréal)
11. DHC/ART (Vieux-Montréal)
12. Écomusée du fier monde
13. Galerie d'art Stewart Hall
14. Galerie de l'UQAM
15. Guilde canadienne des métiers d'art
16. Institut culturel Avataq
17. Lieu historique national de Sir-George-Étienne-Cartier (Vieux-Montréal)
18. Lieu historique national du Commerce-de-la-Fourrure-à-Lachine
19. Maison Étienne-Nivard-de Saint-Dizier, musée et site archéologique (Verdun)
20. Maison Saint-Gabriel, musée et site historique
21. Musée d'art contemporain de Montréal
22. Musée de Lachine
23. Musée de la logistique des Forces canadiennes
24. Musée de la Mode
25. Musée de l'imprimerie du Québec
26. Musée de l’Holocauste Montréal
27. Musée de l'Oratoire Saint-Joseph du Mont-Royal
28. Musée des beaux-arts de Montréal
29. Musée des Hôpitaux Shriners pour enfants
30. Musée des Hospitalières de l'Hôtel-Dieu de Montréal
31. Musée des métiers d'art du Québec (anciennement Musée des maîtres et artisans du Québec)
32. Musée des ondes Emile Berliner
33. Musée des pompiers auxiliaires de Montréal
34. Musée des sœurs de miséricorde
35. Musée d’histoire et du patrimoine de Dorval
36. Musée Dufresne-Nincheri (ex-Musée du Château Dufresne)
37. Musée du rock'n'roll du Québec
38. Musée Eudore-Dubeau
39. Musée Marguerite-Bourgeoys (Vieux-Montréal)
40. Musée McCord
41. Musée Redpath (Université McGill)
42. Musée régimentaire Les Fusiliers Mont-Royal
43. Musée Stewart
44. Pointe-à-Callière, musée d'archéologie et d'histoire de Montréal (Vieux-Montréal)
45. Tohu

## Musées Nature (Espace pour la vie)

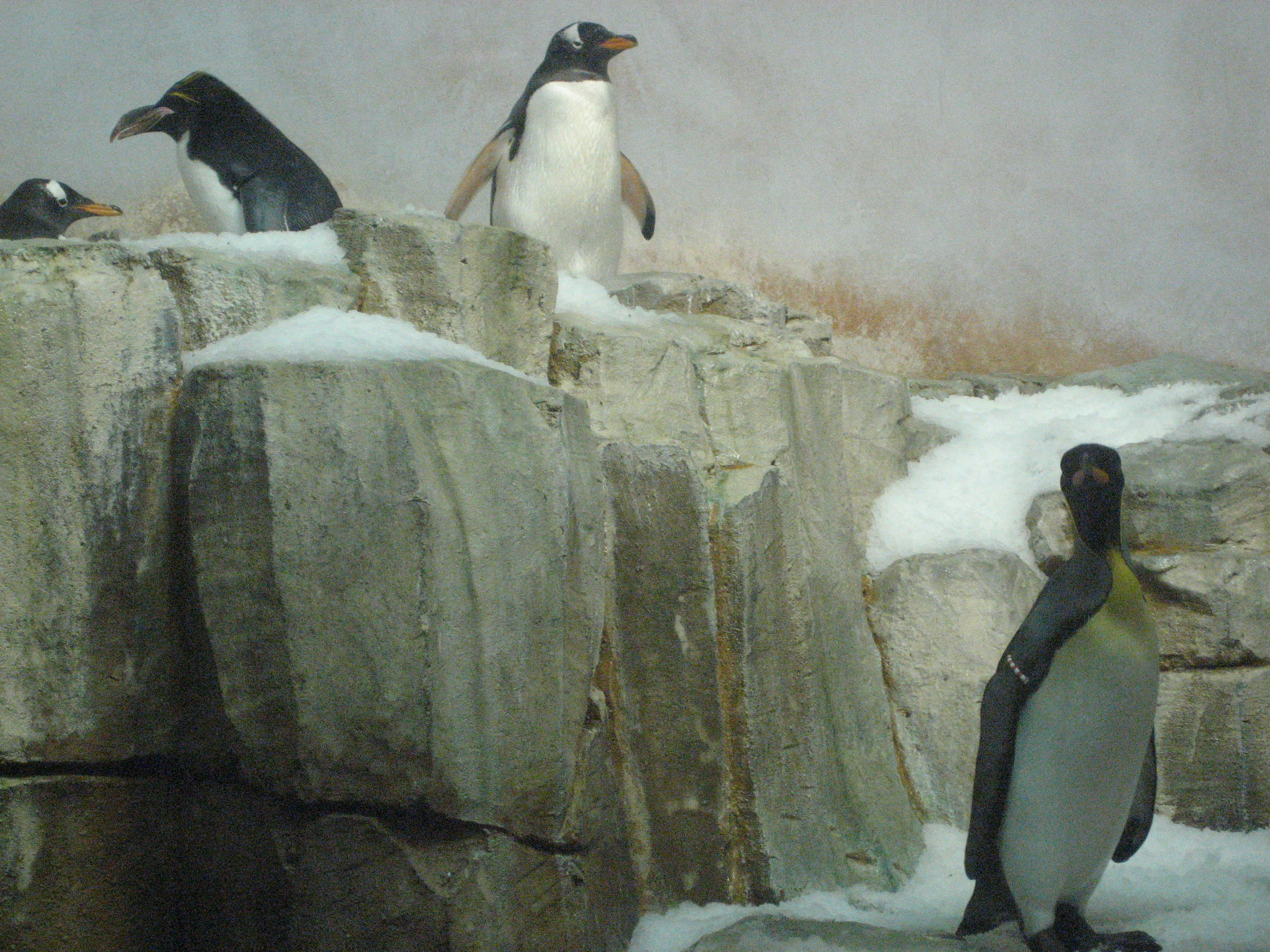
Manchots du Biodôme

1. Biodôme de Montréal - Espace pour la vie
2. Biosphère - Espace pour la vie
3. Insectarium de Montréal - Espace pour la vie
4. Jardin botanique de Montréal - Espace pour la vie
5. Planétarium Rio Tinto Alcan - Espace pour la vie

## Autres musées
- L'Artothèque
- Centre historique des Sœurs de Sainte-Anne (disparu)
- Musée des arts décoratifs de Montréal (disparu)
- Musée historique canadien (disparu)
- Musée du Montréal juif
- Musée Juste pour rire (disparu)
- Musée Grévin Montréal
- Musée du costume et du textile du Québec (Vieux-Montréal)
- Édifice de la Banque de Montréal (Vieux-Montréal)
- Cité histoire, musée du Sault-au-Récollet
- Arboretum Morgan
- Écomuseum
- Médiathèque littéraire Gaëtan-Dostie
- Musée de paléontologie et de l'évolution
- Musée du Jeu vidéo de Montréal